# Zumsteinspitze
El Zumsteinspitze  és una muntanya de 4.563 metres que es troba entre les regions de Piemont a Itàlia i Valais a Suïssa.
El cim es troba entre el Dufourspitze (que s'uneixen per la Grenzsattel) i el Signalkuppe (que s'uneixen pel Coll Gnifetti).